# Louise af Storbritannien (1848-1939)
|  | For Frederik 5.'s hustru og dronning af Danmark, se Louise af Storbritannien |
 Der er for få eller ingen kildehenvisninger i denne artikel, hvilket er et problem. Du kan hjælpe ved at angive troværdige kilder til de påstande, som fremføres i artiklen.

Prinsesse Louise af Storbritannien (Louise Caroline Alberta; 18. marts 1848 – 3. december 1939) var en britisk prinsesse, der var den fjerde datter og det sjette barn af dronning Victoria af Storbritannien og prins Albert af Sachsen-Coburg og Gotha. Hun var gift med John Campbell, 9. hertug af Argyll, der var Canadas generalguvernør fra 1878 til 1883. Hun fungerede som sekretær for sin mor, Dronning Victoria, mellem 1862 og 1871.

## Biografi
Prinsesse Louise blev født den 18. marts 1848 på Buckingham Palace i London. Hun var den fjerde datter og det sjette barn af dronning Victoria af Storbritannien og hendes gemal prins Albert af Sachsen-Coburg og Gotha. Louises fødsel var den første gang, dronningen fik hjælp af kloroform under forløsningen. Tidspunktet for hendes fødsel faldt sammen med de revolutioner, der fejede hen over Europa i 1848, hvilket fik dronningen til at bemærke, at Louise ville vise sig at være "noget særligt". Hun fungerede som sekretær for sin mor, Dronning Victoria, mellem 1862 og 1871. 
På trods af modstand fra familien giftede hun sig med John Campbell, 9. hertug af Argyll i 1871. Hertugen var herefter Canadas generalguvernør i perioden fra 1878 til 1883, hvor parret boede i Canada.